# ConocoPhillips
ConocoPhillips este o companie petrolieră americană prezentă la nivel mondial, cu o cifră de afaceri de 188,52 miliarde USD în anul 2006.
Compania are sediul la Houston, Texas și este listată la New York Stock Exchange sub simbolul COP.
Număr de angajați în 2008: 32.800 în 40 de țări
Cifra de afaceri:
- 2008: 246,1 miliarde USD[5]
- 2007: 194,4 miliarde USD[5]

Venit net:
- 2008: -16,9 miliarde USD[5]
- 2007: 11,8 miliarde USD[5]

## Istoric
Rădăcinile companiei se regăsesc în anul 1875, când fondatorul Isaac E. Blake a înființat compania Conoco, în Ogden, Utah, cu scopul de a produce kerosen.
După 30 de ani, frații Frank și L.E. Phillips au înființat Phillips Petroleum Company.
În anul 2002, cele două companii au fuzionat, formând compania ConocoPhillips.
În anul 2006, compania a achiziționat firma Burlington Resources, înființată în 1864.